# Датско-украинские отношения
Украинско-датские отношения — двусторонние дипломатические отношения между Данией и Украиной. Дания имеет посольство в Киеве, а Украина имеет посольство в Копенгагене. Дания признала независимость Украины 31 декабря 1991 года, дипломатические отношения были установлены 12 февраля 1992 года.

## Экономика

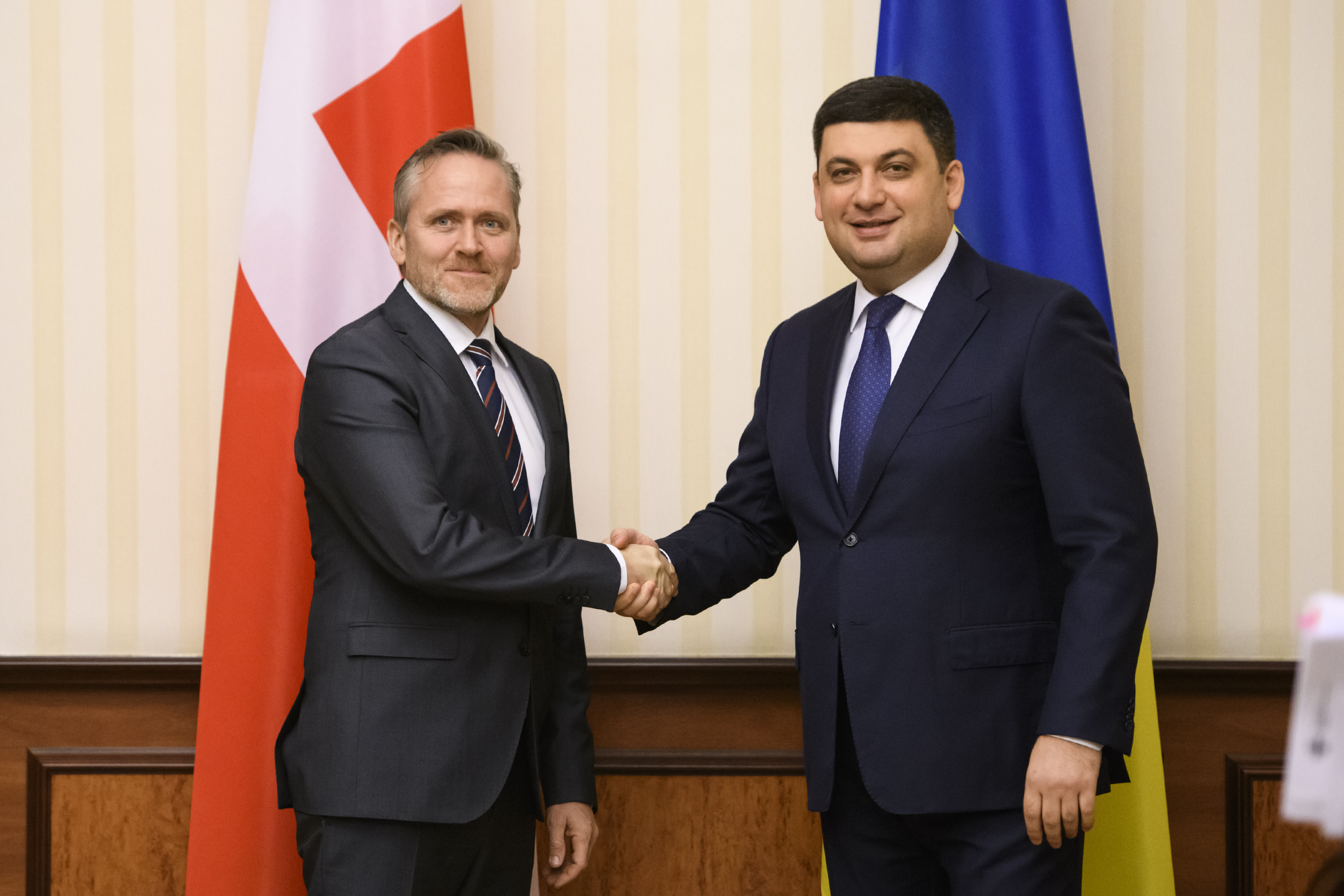
Министр иностранных дел Дании Anders Samuelsen и премьер-министр Украины Владимир Гройсман в Киеве, 2018 год

Согласно данным Госстата Украины в январе — сентябре 2013 года объёмы двусторонней торговли товарами и услугами между Украиной и Данией достигли 485,9 млн долл. США.
Экспорт товаров из Украины составил 123,7 долл. США, что на 18,6 % за соответствующий период позапрошлого года. При этом датский импорт товаров составил 227,4 млн долл. США — рост на 9,3 %.
Традиционно, ведущие позиции в торговле двух государства занимают такие категории товаров, как фармацевтика, текстильная продукция, машинное оборудование, химическая продукция, с/х продукция.

## Эмигранты
Около 200 датчан живут на Украине, большинство из них работают в Maersk. Датская община, живущая во Львове считается одной из старейших в постсоветской Украине.

## Военное сотрудничество

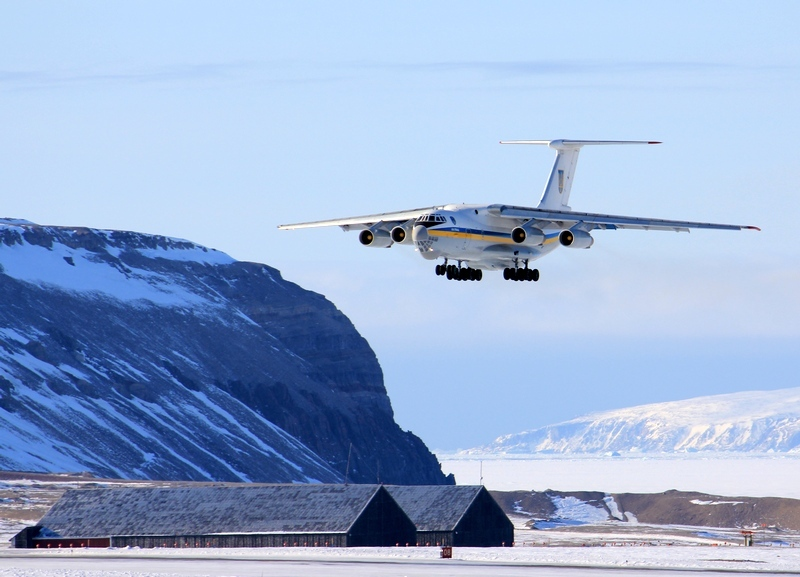
Украинский Ил-76 на авиабазе Туле в рамках операции "Northern Falcon"

В марте 2009 года в ходе операции "Northern Falcon" ВВС США, Дании и Украины перебросили с авиабазы Туле на базу Норд на расстояние 1000 км (обе находятся в Гренландии) около 140 тыс. галлонов топлива и 17 тонн грузов снабжения Со стороны украинских ВВС участвовал один самолёт Ил-76.
В 2014 году в ходе вооружённого конфликта в Донбассе Дания участвовала в помощи, оказываемой странами  НАТО. После 2015 года Дания приняла участие в миссии «Интерфлекс» по подготовке украинских военных: работников штабов, учебных команд, переводчиков. Солдаты из ВМС и армии Дании готовили украинских солдат.
В январе 2022 года в связи с обострением российско-украинских отношений, Дания выделила Украине 164 млн. крон для поддержки мощностей украинской обороны.
В январе 2023 года датское министерство обороны объявило что передаст Украине 19 САУ «CAESAR» французскоо производства, несмотря на то что это ослабит наращивание собственных военных мощностей Дании.
В мае 2023 года датский парламент поддержал передачу Украине военной техники на сумму в 1.7 млрд датских крон, для проведения украинских наступательных операций. В перечень входят бронированные ремонтно-эвакуационные машины, дорожно-строительные машины, оборудование для разминирования, боеприпасы и танковые мостоукладчики.

## Города-побратимы
- Оденсе и  Киев